# 도로테아 폰 에르트만

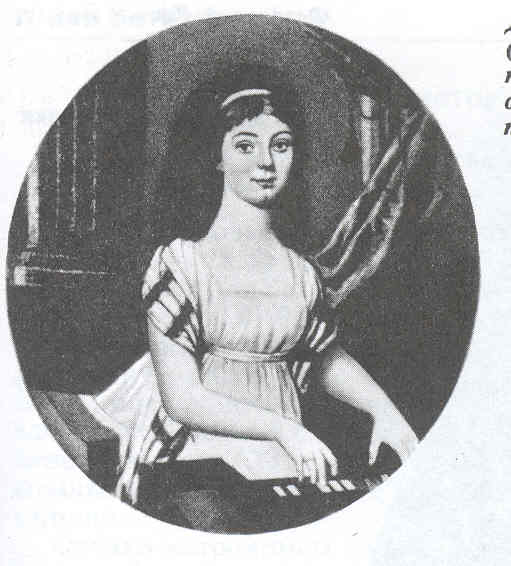

도로테아 폰 에르트만(Dorothea von Ertmann, 1781년 5월 3일 – 1849년 3월 16일)은 독일의 피아니스트였다.

## 생애
도로테아 그라우만(Dorothea Graumann)은 프랑크푸르트에서 태어나 1798년에 오스트리아의 보병 장교인 스테판 폰 에르트만과 결혼했다. 에르트만 부부는 곧 빈으로 이주했고, 그곳에서 도로테아 에르트만은 루트비히 판 베토벤에게 수업을 받았다. 베토벤은 그녀를 "도로테아-체칠리아"(Dorothea-Cecilia)라고 불렀다. 그는 《피아노 소나타 28번》을 그녀에게 헌정했으며, 그녀는 또한 그의 불멸의 연인 편지들의 의도된 수신자였을 수 있다. 그녀의 외동인 프란츠 카를은 1804년 3월에 젊은 나이로 세상을 떠났다. 그녀가 애도하는 동안 베토벤은 그녀를 위로하기 위해 그녀를 자신의 집으로 초대했고, "이제 우리는 서로 음색 안에서 이야기할 것입니다"라고 말하면서 한 시간 동안 즉흥적으로 피아노를 연주하며 그녀를 위로했다. 에르트만은 1809년 3월 5일에 니콜라우스 크래프트와 함께 베토벤의 《첼로 소나타 3번》을 초연했다. 그녀는 남편과 함께 1820년에 밀라노로 이주했고, 그곳에서 펠릭스 멘델스존의 방문을 받았지만, 1835년에 남편이 사망한 후 그녀는 빈으로 돌아와 그곳에서 사망했다.
에르트만은 다수의 공개 연주회를 열었고, 베토벤 작품의 연주로 가장 유명했다. 알렉산더 세이어는 "(그녀는) 이 작품들의 가장 위대한 연주자라고 말할 수는 없지만, 적어도 그녀의 성별 중 가장 위대한 연주자였다는 데 동의한다"라고 말했다. 안톤 쉰들러는 "그녀는 베토벤 작품의 가장 숨겨진 미묘함까지도 마치 눈앞에서 쓰여진 것처럼 직관적으로 파악했다"고 제안했다. 그는 또한 "에르트만 부인이 없었다면 베토벤의 음악은 레퍼토리에서 아주 일찍 사라졌을 것이다"라고 말했다. 왜냐하면 그녀는 더 새롭고 "유행적인" 작곡가들의 등장에 맞서 자신의 스타일을 보존하기 위해 헌신하는 뮤지컬 살롱을 만들었기 때문이다.
독일 오페라 가수이자 교사인 마틸데 마르케지는 그녀의 조카딸이었다.